# Стоян Върбенов
Стоян Върбенов, още Върбанов или Върбица, или Върбата, е български революционер, войвода на Вътрешната македонска революционна организация.

## Биография
Роден е в 1891 година в село Псача. Върбанов наследява Стоян Леков след смъртта му в 1925 година като кривопаланечки войвода на Скопски революционен окръг на организацията. Начело е на чета от 21 души.